# La Magdalena, Puebla
La Magdalena är en ort i Mexiko.   Den ligger i kommunen Tepeojuma och delstaten Puebla, i den sydöstra delen av landet, 110 km sydost om huvudstaden Mexico City. La Magdalena ligger 1 454 meter över havet och antalet invånare är 346.
Terrängen runt La Magdalena är kuperad åt sydost, men åt nordväst är den platt. Terrängen runt La Magdalena sluttar söderut. Runt La Magdalena är det ganska tätbefolkat, med 149 invånare per kvadratkilometer. Närmaste större samhälle är Izúcar de Matamoros, 11,4 km söder om La Magdalena. I omgivningarna runt La Magdalena växer huvudsakligen savannskog.